# إس دي ال
إس دي ال (بالإنجليزية: SDL) (اختصار لطبقة الوسائط البسيطة Simple DirectMedia Layer) هي مكتبة وسائط متعددة مفتوحة المصدر ومجانية ومتعددة المنصات، كُتبت بلغة سي. توفّر واجهة برمجية بسيطة وموحدة تغلف العديد من واجهات الرسوميات والصوتيات وأجهزة الإدخال في الأنظمة المتعددة التي تدعمها. لهذا تتضمن المكتبة الكلمة «طبقة» أو "layer" في اسمها وذلك لأن SDL تغليف لدوال النظام حيث توفر دوال موحدة لمختلف الأنظمة، فمثلاً عمليّة إنشاء نافذة ودوالها تختلف بين نظام ويندوز ولينكس، توفّر المكتبة دالة وحيدة لكل هذه الأنظمة وهي SDL_CreateWindow. توفّر المكتبة أيضاً إطار عمل يمكن من بناء مكتبات أخرى فوقها.
يستخدمها العديد من البرمجين لبرمجة الألعاب وبرمجة برامج الوسائط المتعددة كمشغلات الفديو والصوت لتعمل على العديد من الأنظمة والمنصات كالهواتف مثل ويندوز ولينكس وأندرويد وماك أو إس وآي أو إس. حيث توفر وظائف ودوال للفديو والصوت والصور وإدارة الأحداث والأقراص المرنة وخيوط المعالجة والتوقيت والشبكات، منها ماتدعمه نفس المكتبة ومنها مايمكن إضافته للمكتبة باستخدام مكتبات بنيت فوقها.

## بنية المكتبة
تعمل إس دي ال كتغليف متعدد المنصات تدعم الرسوميات الثنائية البعد والصوتيات والوصول للملفات وإدارة الأحداث والتوقيت والعمليات المتعددة وخيوط المعالجة. تُستخدم المكتبة أيضا لتدعيم مكتبة أوبن جي إل عن طريق توفير وظائف الإدخال والإخراج التي لاتدعمها أوبن جي إل للوصول لوحة المفاتيح والفأرة وعصي الألعاب.

## وصلات خارجية
- إس دي ال على موقع Open Hub (الإنجليزية)
- إس دي ال على موقع Free Software Directory (الإنجليزية)
- الموقع الرسمي.